# Columna Burillo
La Columna Burillo va ser una unitat de milícies que va operar al començament de la Guerra civil espanyola.
Va ser constituïda poc després de l'esclat de la contesa pel comandant d'Assalt Ricardo Burillo Stholle, de qui rep el seu nom, a partir de forces d'Assalt i milicians. Poc després de la seva creació es van dirigir cap a la Serra de Guadarrama, on van aconseguir conquistar el Port de Navacerrada. Tanmateix, durant l'avanç de l'Exèrcit d'Àfrica cap a Madrid, els legionaris i regulars van posar en fugida en diverses ocasions als homes de la Columna Burillo. Després de la conquesta de Toledo per les tropes de Franco, al començament d'octubre la columna es trobava situada prop d'Aranjuez, amb 2.000 efectius i una dotzena de peces d'artilleria.
A la fi de 1936 la columna va constituir la base per a formar la nova 45a Brigada Mixta.